# Activités instrumentales de la vie quotidienne
Pour les articles homonymes, voir IADL.
Complétant la notion d'activités de la vie quotidienne, l'expression activités instrumentales de la vie quotidienne (AIVQ) (en anglais, instrumental activities of daily living ou IADL) désigne les composantes du comportement habituel des humains qui ne sont pas nécessaires à leur fonctionnement de base, mais qui permettent à chacun de vivre de manière autonome dans sa communauté,. Elle a été définie en premier lieu par le psychologue MP Lawton.

## En ergothérapie
Les ergothérapeutes évaluent souvent les activités instrumentales de la vie quotidienne de leurs patients. L'évaluation se fait en plusieurs étapes:  un questionnaire en auto-passation ou rempli par l'ergothérapeute selon les informations données par la personne (hétéro-passation), un entretien semi-structuré et une évaluation des activités lors d'une expérimentation (mise en situation) en situation réelle (Domicile) et/ou simulant l'activité. 
L'association américaine des ergothérapeutes (AOTA) identifie 12 catégories d'AIVQ :
- prendre soin des autres (ce qui inclut la sélection et la supervision des aides de soins) ;
- prendre soin des animaux ;
- élever et prendre soin de ses enfants ;
- gestion de la communication ;
- déplacements et les transports ;
- gestion des finances ;
- gestion de sa santé ;
- entretien du domicile ;
- préparation des repas, nettoyage et rangement ;
- participation à la vie spirituelle ;
- procédures de sécurité et d'urgences ;
- faire les courses.

## En soins infirmiers
Dans les services de rééducation ou de réhabilitation, l'infirmier peut être amené à questionner le patient sur ses AIVQ en utilisant un questionnaire en auto-passation ou hétéro-passation, ou lors d'un entretien[réf. nécessaire]. Dans le cadre d'un projet de retour à domicile du patient, l'infirmier prend en compte l'évaluation des AIVQ du patient pour planifier la sortie du patient.

## Autres domaines
Les résultats d'études sur les activités instrumentales de la vie quotidienne sont également utilisée en anthropologie, en santé publique, et en économie de la santé. Concernant la santé publique, il s'agit d'évaluer les difficultés, les besoins et les ressources des populations âgées,[source insuffisante].